# João Álvares Colaço
João Álvares Colaço (? - 1490) foi um militar português.

## Família
Filho de Álvaro Anes de Pendes, Fidalgo Castelhano que veio para Portugal com a Rainha D. Leonor de Aragão, mulher de D. Duarte I de Portugal, dizendo alguns autores que ele casara em Setúbal com Maria de Aguiar, filha de Diogo Afonso de Aguiar e de sua segunda mulher, dos quais pretendem alguns autores que vêm os Colaço, e de cujo casamento, informam tais autores, nasceram Fernão Anes de Pendes, que morreu em África, João Álvares Colaço, Pedro de Pendes de Aguiar, que casou mas não teve geração, e Isabel de Aguiar, da qual não há mais notícia.

## Biografia
Bom Cavaleiro, militou em África, obrando notáveis atos, por cujo motivo, como dizem os genealogistas, lhe deu D. Afonso V de Portugal, em 1473, Armas Novas: de vermelho, banda cosida de azul, carregada de um leão de ouro, armado e lampassado de vermelho, acompanhada de dois pinheiros de verde, arrancados e frutados de ouro; timbre: o leão do escudo, sainte, com um ramo de pinheiro de verde nas garras.

## Casamento e descendência
Recebeu-se em Sintra com Ana de Goes, filha de Pedro Anes de Góis e de sua mulher Maria Nunes, de cujo matrimónio nasceram diversos filhos e diversas filhas que propagaram o Apelido Colaço e cujos descendentes trazem as suas Armas.